# Joosten Mindrup
Joosten Mindrup (* 6. Mai 1967 in Leer, Ostfriesland, Niedersachsen) ist ein deutscher Schauspieler, Theaterregisseur und Intendant.

## Leben
Noch während seiner Schauspielausbildung am Hamburger Schauspiel-Studio von Hildburg Frese holte ihn Hans W. Geißendörfer in die WDR-Serie Lindenstraße, in der er von 1987 bis 1989 die Rolle des Celin Kern spielte. Nach seinem Bühnendebüt am Hamburger Theater im Zimmer folgten viele Engagements beim Fernsehen – vor allem in Krimiserien, in denen Mindrup zumeist zwielichtige, aalglatte Charaktere verkörperte. Neben seiner Arbeit als Off-Sprecher für Werbespots ist er seit vielen Jahren umfangreich als Sprechtrainer und Dialogcoach beschäftigt und unterrichtet Schauspieler sowie Berufssprecher in künstlerischer Sprechgestaltung. Außerdem arbeitet Mindrup als Theaterregisseur und wirkte von 2009 bis 2011 als Künstlerischer Leiter der Berliner Vaganten Bühne, an der er auch mehrere Inszenierungen herausbrachte. Von 2021 bis Ende 2024 war Mindrup Intendant am Zimmertheater Heidelberg.
Joosten Mindrup lebt mit seiner Frau und den drei Söhnen in Berlin.

## Inszenierungen
- 1992: Die Zucker und Salz Show (Buch mit Clemens Gerhard) am Musiktheater Reeperbahn Hamburg / Rausdorfer Mühle mit Clemens Gerhard, Kirsten Nehberg, Stephan Kampwirth und Martin Glade
- 2000: Reigen von Arthur Schnitzler mit Absolventen der Hamburger Schule für Sprech- und Schauspielkunst (HSSF), nominiert für den Friedrich-Schütter-Preis 2000/2001.
- 2002: Einakterabend „Frauenstimmen“: Die geliebte Stimme von Jean Cocteau und Reise ins Glück von Franz Xaver Kroetz als Gastspiel am Kellertheater Hamburg mit Sabine Schindler und Susanne Muhr.
- 2002: Schwester George muß sterben von Frank Marcus, Produktion der "Werkbühne Robert Graf" im Theater in der Kulturkirche Bugenhagen, Hamburg mit Bettina Radener und Irmgard Jedamzik – Regie und Bühne
- 2007: Der Herr Karl von Helmut Qualtinger / Carl Merz, mit Anton Rattinger, Vaganten Bühne, Berlin / Bühne: Folker Ansorge
- 2008: Der Tod und das Mädchen von Ariel Dorfman, mit Lulu Bail, Peer Jäger und Romanus Fuhrmann, Vaganten Bühne, Berlin / Bühne: Folker Ansorge
- 2009: Die Glasmenagerie von Tennessee Williams, mit Margot Nagel, Joanna Castelli, Stefan Mehren und Alexander von Hugo, Vaganten Bühne, Berlin / Bühne Tom Presting
- 2011: Komplize von Joe Sutton, Deutschsprachige Erstaufführung, mit Peer Jäger, Fritz Bleuler und Susanne Menner, Vaganten Bühne, Berlin  / Bühne Olga Lunow
- 2012: Der stumme Diener von Harold Pinter mit Emilio De Marchi und Wolfgang Mondon, Clubtheater Berlin im Alten Stadtbad Steglitz / Bühne: Waltraut Mau
- 2013: Tief in einem dunklen Wald von Neil LaBute, mit Eva Mannschott  und Wolfgang Mondon, Torturmtheater Veit Relin, Sommerhausen / Bühne: Waltraut Mau
- 2016: Zeit der Kannibalen von Johannes Naber, mit Cynthia Thurat, Wolfgang Mondon und Ronald Schober, Gostner Hoftheater, Nürnberg / Bühne: Eva Adler
- 2019: Bildung für Rita von Willy Russell mit Cynthia Thurat und Wolfgang Mondon, Zimmertheater Heidelberg / Regie und Bühne
- 2020: Die Niere von Stefan Vögel mit Lena Sabine Berg, Christian Schulz, Josephine Raschke / Andine Pfrepper und Philip Leenders, Zimmertheater Heidelberg / Regie und Bühne
- 2021 Meisterklasse von Terrence McNally mit Rose Maria Vischer, Indira Hechavarria, Marika Dzhaiani, Ferdinand Dehner, Stijn Ritzen, Eva Siegel, Florentine Schumacher, Randolf Stöck und Andreas Peschel, Zimmertheater Heidelberg / Regie und Bühne
- 2022 Misery von William Goldman nach dem Roman von Stephen King mit Eva Mannschott, Wolfgang Mondon und Christian Schulz, Zimmertheater Heidelberg / Regie und Bühne
- 2022 Meisterklasse von Terrance McNally mit Susanne Jansen, Milena Knauß, Virginia Blanco und Matthias Rein, Grenzlandtheater Aachen / Regie, Bühne mit Tom Presting
- 2022 NippleJesus von Nick Hornby mit Christian Schulz, Zimmertheater Heidelberg / Regie und Bühne
- 2022 Besuch bei Mr. Green von Jeff Baron mit Friedhelm Ptok und Peter Volksdorf, Zimmertheater Heidelberg / Regie und Bühne
- 2025 Besuch bei Mr. Green von Jeff Baron mit Friedhelm Ptok und Peter Volksdorf, Kleines Theater (Südwestkorso) Berlin

## Filmografie
- 1988–1989: Lindenstraße (15 Folgen) Regie: George Moorse, Karin Hercher, Kaspar Heidelbach
- 1992–2000: Großstadtrevier (4 Folgen) Regie: Jürgen Roland, Wilfried Dotzel, Marcus Scholz, Christian Stier
- 1992: Ehen vor Gericht, Regie: Ruprecht Essberger
- 1993: Die Notärztin, Regie: Frank Strecker
- 1993: Ihr letzter Wille gilt, Regie: Frank Guthke
- 1993: SOKO 5113, Regie: Thomas Nikel
- 1994: Die Männer vom K3 – Ein friedliches Dorf, Regie: Michael Günther
- 1994: Briefgeheimnis, Regie: Monika Zinnenberg
- 1994: Sonntag & Partner, Regie: Ute Wieland
- 1995: Die Unbestechliche – Recht ist teuer, Regie: Wolfram Paulus
- 1995: Das Alibi, Regie: Heide Pils
- 1995: Sonntags geöffnet – Der Fall Vieth, Regie: Christian Stier
- 1995: Wildbach – Jagdfieber, Regie: Karin Hercher
- 1995: Ärztin im Zwielicht, Regie: Frank Guthke
- 1995: Tatort – Tod auf Neuwerk, Regie: Helmut Förnbacher
- 1996: Rache einer Toten, Regie: Thomas L. Pröve
- 1996: Schwarz greift ein – Altes Gift, Regie: Helmut Metzger
- 1996: Neues vom Süderhof – Glücksfee darf nicht sterben, Regie: Monika Zinnenberg
- 1996: Kurklinik Rosenau – Gottes Wege, Regie: Herrmann Zschoche
- 1996: alphateam – Die Lebensretter im OP – Ecstasy, Regie: George Moorse
- 1997: SK-Babies – Exklusiv, Regie: Monika Zinnenberg
- 1997: Stubbe – Von Fall zu Fall – Stubbe und die Killer, Regie: Christa Mühl
- 1997: Parkthotel Stern – Bleib, wie du bist, Regie: Werner Dauth
- 1998: Verkehrsgericht, Regie: Heidi Ramlow
- 1998: Die Lüge, Regie: Heide Pils
- 1998: Stan Becker – Auf eigene Faust, Regie: Frank Guthke
- 1999: Der Bulle von Tölz: Ein Orden für den Mörder, Regie: Wigbert Wicker
- 2000: Der Fahnder – Die Spinne, Serie Colonia Media / WDR Regie: Michael Zens
- 2001: Die Pfefferkörner – Der Fluch der Mumie Kinderserie, Studio Hamburg / NDR Regie: Klaus Wirbitzky
- 2002: Die Wache – Steinschlag, Regie: Monika Zinnenberg
- 2004: Hallo Robbie! – Giftalarm, Regie: Monika Zinnenberg